# Shut Down Volume 2
Shut Down Volume 2, album med The Beach Boys utgivet 2 mars 1964. Shut Down Volume 2 var gruppens femte album och det är producerad av Brian Wilson.
Shut Down Volume 2 är ett konstigt album på så sätt att det inte finns något Beach Boys-album som heter "Volym 1". När Beach Boys-låten "Shut Down" blev en hit 1963 gav skivbolaget Capitol ut en samlingsskiva med "bil-låtar" som hette "Shut Down" utan att The Beach Boys visste om det. Det albumet nådde Billboard-listans 7:e plats. Som svar gjorde The Beach Boys ett eget bilalbum och kallade det följaktligen "Volym 2".
Albumet nådde Billboard-listans 13:e plats.

## Låtlista
Singelplacering i Billboard inom parentes
1. Fun, Fun, Fun (B. Wilson/M. Love) (#5)
2. Don't Worry Baby (B. Wilson/R. Christian) (#24)
3. In the Parkin' Lot (B. Wilson/R. Christian)
4. "Cassius" Love vs. "Sonny" Wilson (instrumental) (B. Wilson/M. Love)
5. The Warmth of the Sun (B. Wilson/M. Love)
6. This Car of Mine (B. Wilson/M. Love)
7. Why do Fools Fall in Love (F. Lymon/M. Levy)
8. Pom Pom Play Girl (B. Wilson/G. Usher)
9. Keep an Eye on Summer (B. Wilson/B. Norman)
10. Shut Down, Part II (instrumental) (C. Wilson)
11. Louie Louie (R. Berry)
12. Denny's Drums (instrumental) (D. Wilson)

När skivbolaget Capitol återutgav Beach Boys-katalogen 1990 parades albumet Shut Down Vol. 2 ihop med albumet Surfer Girl på en CD. Dessutom fanns nedanstående tre bonusspår på skivan:
1. Fun, Fun, Fun (singelversion) (#5) (B. Wilson/G. Usher)
2. In My Room (tysk version) (B. Wilson/G. Usher)
3. I Do (B. Wilson)